# Туруханка
Туруха́нка — деревня в Пировском районе Красноярского края. Входит в состав Комаровского сельсовета.

## География
Деревня находится на расстоянии примерно 26 км к западу от села Пировское, административного центра района.

### Климат
Климат резко континентальный. Самый теплый месяц — июль, со средней температурой +17,8 °С, с абсолютным максимумом +34,6 °С. Самый холодный месяц — январь: средняя температура составляет −20,1 °С, абсолютный минимум −52,5 °С.

## История
Основана в 1911 году. В 1926 году в деревне проживало 160 жителей, преимущественно татары. В советское время работал колхоз имени Щетинкина.

## Население
| 2010 |
| ---- |
| 4    |

### Национальный состав
Согласно результатам переписи 2002 года, в национальной структуре населения русские составляли 45 % из 22 чел., татары — 41 %.